# Francesca Garcia Almagro
Francesca Garcia Almagro (Mancha Real, Jaén, 17 de novembre de 1967) és una historiadora llicenciada en geografia i història per la Universitat Autònoma de Barcelona.
És especialista en tasques de gestió i direcció, completada la seva formació amb cursos de gestió administrativa i cultural i de museologia i arxivística. Va ser directora del Museu de Badalona des de 1999, en substitució de Joan Villarroya, fins al 2004, quan va ser nomenada per Caterina Mieras cap del gabinet de la Conselleria de Cultura de la Generalitat de Catalunya. Garcia va ser substituïda al museu per Joan Mayné. Va ser representant de la Junta de Museus de Catalunya des de l'any 2009 fins al 2014. D'altra banda, és coautora de diverses publicacions i articles sobre història local de Badalona i de Santa Coloma de Gramenet i va ser consellera de redacció del diari El Punt. Actualment és Cap del Departament de Difusió del Museu de Badalona i membre de la Junta de l'Associació de Museòlegs de Catalunya, des de l'any 2007.